# Москвинский
Москвинский — посёлок в Каргатском районе Новосибирской области. Входит в состав Алабугинского сельсовета. 

## География
Площадь посёлка — 704 гектара. 

## Население
| 2002 | 2007 | 2010 |
| ---- | ---- | ---- |
| 103  | ↗121 | ↘99  |

## Инфраструктура
В посёлке по данным на 2007 год отсутствует социальная инфраструктура.